# Cianciana

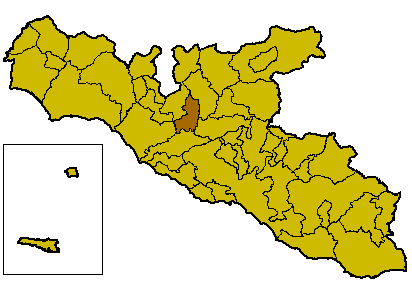
Localització de Cianciana

Cianciana (sicilià Cianciana) és un municipi italià, dins de la província d'Agrigent. L'any 2008 tenia 3.637 habitants. Limita amb els municipis d'Alessandria della Rocca, Bivona, Cattolica Eraclea, Ribera i Sant'Angelo Muxaro.

## Administració
| Període | Identitat         | Partit        |
| ------- | ----------------- | ------------- |
| 2008-   | Salvatore Sanzeri | Llista cívica |

## Personatges il·lustres
- Alessio Di Giovanni, poeta i dramagurg
- Vincenzo Sedita, 1716-1792, arxipreste i poeta en sicilià
- Salvatore Mamo, sacerdot i poeta en sicilià